# Vikna
Vikna és un antic municipi situat al comtat de Nord-Trøndelag, Noruega. Té 4,135 habitants i té una superfície de 318.10 km². El centre administratiu del municipi és el poble de Rørvik.
El municipi es compon d'un gran arxipèlag d'unes 6.000 illes banyades per la mar de Noruega, davant de la costa nord-occidental de Nord-Trøndelag. La zona és rica en la pesca del bacallà.
El poble principal és Rørvik, situat a la riba est de l'illa d'Inner-Vikna, enfront de la península separada per l'estret de Nærøysundet. Hi ha nombrosos fars a la zona.
Els vaixells Hurtigruten paren amb freqüència a Rørvik, i el municipi també és connecta a través de la carretera noruega 770 i la ruta europea E06. També hi ha un petit aeroport just al sud de Rørvik. Vikna i la veïna Nærøy formen una àrea de treball comú amb prop de 10.000 habitants.